# 大中華芋螺
大中華芋螺（学名：Conus tisii）为芋螺科芋螺屬下的一个种。